# Autopista Norte
La Avenida Paseo de los Libertadores, también conocida como Autopista Norte, es una vía arterial de gran importancia en Bogotá, Colombia. Recorre el sector norte de la ciudad, iniciando en el área de La Caro (en el límite con el municipio de Chia) y extendiéndose hacia el sur hasta conectarse con la Avenida Caracas, cerca de la intersección con la Avenida Calle 80, en el centro de Bogotá.
Esta vía forma parte del corredor de la Carretera Panamericana dentro del trazado urbano de Bogotá, sirviendo como un eje fundamental para la movilidad intermunicipal e interdepartamental hacia el norte del país, en dirección a Tunja y Bucaramanga. La Autopista Norte también es clave en el sistema de transporte público, ya que a lo largo de su recorrido opera el sistema TransMilenio, con troncales exclusivas para buses articulados.

## Nomenclatura
La vía nace en el monumento a los Héroes, ubicado cerca de la intersección de la Avenida Calle 80 con la Avenida Caracas, y se extiende hacia el norte hasta alcanzar la Calle 245, en el límite urbano de Bogotá. En términos oficiales, el nombre Avenida Paseo de los Libertadores (también identificada como Avenida Carrera 45, o AK 45) se aplica al tramo comprendido entre la Calle 92 y la Calle 245. Sin embargo, en el uso cotidiano, todo este tramo es conocido popularmente como Autopista Norte.
| Denominación | Tramo                       |
| ------------ | --------------------------- |
| Carrera 20   | Avenida Calle 80 - Calle 92 |
| Carrera 45   | Calle 92 - Calle 245        |

## Historia
La Autopista Norte fue inaugurada en el año 1956 bajo la nomenclatura oficial de Carrera 13, como parte de un ambicioso proyecto de modernización vial durante el periodo del general Gustavo Rojas Pinilla. Su construcción respondió a la necesidad de mejorar la conectividad entre Bogotá y el norte del país, particularmente con los municipios de la Sabana y con regiones más alejadas como Boyacá y Santander.
Inicialmente, la vía tenía un carácter más intermunicipal que urbano, pues en aquella época la ciudad no se extendía tan al norte como lo hace actualmente. Con el crecimiento urbano de Bogotá hacia el norte a lo largo de las décadas de 1960 y 1970, la vía fue ganando importancia como corredor estructurante del desarrollo de barrios residenciales, zonas comerciales e industriales.
Con la implementación del sistema TransMilenio a inicios del siglo XXI, la vía fue readecuada para incluir carriles exclusivos de buses articulados, reforzando aún más su papel central en la movilidad de Bogotá.

## Trazado
La Autopista Norte recorre aproximadamente 18 kilómetros dentro del perímetro urbano de Bogotá. Su punto de inicio se sitúa al sur, justo debajo del puente vehicular que da acceso a la estación Héroes del sistema TransMilenio, en el sector donde convergen las localidades de Barrios Unidos y Chapinero.
Desde allí, la vía avanza en sentido norte, atravesando las localidades de Suba y Usaquén, sirviendo como un corredor fundamental para el transporte masivo gracias a la presencia de la troncal de TransMilenio. Este sistema cuenta con múltiples estaciones a lo largo del corredor, finalizando en la estación Terminal en la Calle 192, que actúa como uno de los puntos de transferencia más importantes del norte de la ciudad.
La Autopista culmina en la Calle 245, donde marca el límite entre Bogotá y el municipio de Chía, en el departamento de Cundinamarca. A partir de este punto, la vía continúa como la carretera Bogotá–Tunja, convirtiéndose en una de las principales salidas viales de la capital hacia el norte del país. Esta ruta conecta con ciudades como Tunja, Duitama, Bucaramanga y, finalmente, con Cúcuta, ya en la frontera con Venezuela, formando parte esencial del eje vial de la Carretera Panamericana en Colombia.

## Clasificación vial y cruces principales
La Autopista Norte es considerada una vía de tipo V-0 (Autopista), según la clasificación funcional de las vías urbanas de Bogotá. Sin embargo, esta denominación solo es plenamente aplicable al tramo comprendido entre la Calle 85 y la Avenida Calle 170, donde las intersecciones son a desnivel, permitiendo un flujo continuo del tráfico vehicular.
El tramo entre la Avenida Calle 80 y la Calle 85 corresponde a una vía de tipo V-2 (Avenida), caracterizada por la presencia de intersecciones a nivel con semaforización, lo que interrumpe la continuidad del tráfico y reduce la capacidad propia de una autopista.
Por otro lado, el segmento que va desde la Avenida Calle 170 hasta la Calle 245 (y más allá hasta la Calle 250 en algunas definiciones), aunque continúa siendo una vía de alto flujo, se clasifica como vía tipo V-1, ya que carece de separación clara entre calzadas rápidas y lentas y presenta cruces a nivel o parcialmente canalizados.
A lo largo de su recorrido, la Autopista Norte cuenta con varios cruces relevantes, muchos de ellos a desnivel, que permiten la conectividad con otras arterias viales importantes de la ciudad. Algunos de los principales cruces son:
- Intersección semafórica con la Calle 82.
- Puente vehicular de tres niveles en intersección con la Calle 92 y la Avenida NQS.
- Puente vehicular de la Avenida Carlos Lleras Restrepo (Avenida Calle 100).
- Puente vehicular de la Avenida Pepe Sierra (Avenida Calle 116).
- Puente vehicular de la Avenida Callejas (Avenida Calle 127).
- Puente vehicular de la Avenida Iberia (Avenida Calle 134).
- Puente vehicular de la Avenida La Sirena (Avenida Calle 153).
- Puente vehicular de la Avenida San José (Avenida Calle 170).
- Puente vehicular de la Avenida San Antonio (Avenida Calle 183).

## Hacia el futuro
La Autopista Norte enfrenta desafíos significativos y proyectos de mejora que buscan optimizar su funcionalidad y seguridad.

### Inundaciones recurrentes en la Calle 222
Uno de los problemas más notorios de esta vía son las frecuentes inundaciones que se presentan en la zona de la Calle 222, especialmente durante las temporadas de lluvias. Esta situación se debe a que la autopista atraviesa áreas cercanas a los humedales de Guaymaral y Torca, ecosistemas naturales que históricamente han regulado el flujo hídrico de la región. La construcción de la vía sobre estos humedales ha alterado su capacidad de drenaje natural, contribuyendo a las inundaciones. 
En noviembre de 2024, una fuerte precipitación provocó una inundación significativa en este sector, afectando a cientos de vehículos y pasajeros. El alcalde de Bogotá, Carlos Fernando Galán, lideró las operaciones de emergencia y subrayó la necesidad de implementar soluciones estructurales para prevenir futuros incidentes. Entre las medidas propuestas se encuentra la elevación de un tramo de la autopista para facilitar la conectividad entre los humedales y mejorar el drenaje.

### Proyectos de ampliación y mejora
Para abordar tanto los problemas de movilidad como los ambientales, se han planteado proyectos de ampliación de la Autopista Norte. El proyecto "Accesos Norte Fase II", adjudicado en marzo de 2022 al consorcio Estructura Plural Ruta Bogotá Norte, contempla la ampliación de la autopista desde la Calle 192 hasta la Calle 235. Esta ampliación incluirá la adición de carriles, pasando de tres a cinco por sentido, además de un carril exclusivo para el sistema TransMilenio. Estas obras buscan mejorar la movilidad y descongestionar el tránsito vehicular entre Bogotá y municipios como Chía, Sopó, Tocancipá, Zipaquirá y Cajicá. El concesionario Accesos Norte de Bogotá S.A.S. (Accenorte) está a cargo de la ejecución de estas obras.

## Transporte público

### Troncal Autonorte de TransMilenio
La Autopista Norte alberga uno de los corredores troncales del sistema de transporte masivo TransMilenio, conocido oficialmente como la Troncal Autonorte. Este corredor forma parte del Sistema Integrado de Transporte Público (SITP) de Bogotá y fue inaugurado el 12 de mayo de 2001, en la primera fase del sistema.
Su identificador en el SITP es un icono en forma de cuadrado verde claro con la letra "B"

### Historia y construcción
La Troncal Autonorte del sistema TransMilenio experimento un desarrollo progresivo desde su inauguración, con la apertura de estaciones clave en diferentes fechas:
- 12 de mayo de 2001: Se inauguró la estación Héroes, que funcionó inicialmente como la cabecera norte del sistema.
- 6 de agosto de 2001: Se extendió la troncal hasta la estación Toberín, incluyendo las estaciones Virrey, Calle 100, Pepe Sierra, Calle 127, Alcalá, Calle 146 y Mazurén.
- 18 de agosto de 2001: Se habilitaron las estaciones Calle 85, Calle 106, Calle 142 y Calle 161 (anteriormente conocida como Cardio Infantil).
- 25 de agosto de 2001: Entró en servicio la estación Prado.
- 2 de febrero de 2002: Se inauguró el Portal del Norte, consolidándose como una de las principales estaciones de cabecera del sistema.

El 29 de abril de 2006, TransMilenio implementó un cambio significativo en su sistema de identificación de rutas, pasando de un esquema numérico a uno alfanumérico. En este nuevo sistema, se asignó la letra "B" a la Troncal Autonorte, facilitando la identificación y uso del servicio por parte de los usuarios. 
La Troncal Autonorte de TransMilenio fue la primera en expandirse más allá de su estación de cabecera original, el Portal del Norte, con la apertura de dos estaciones adicionales:
- Calle 187: Inaugurada el 28 de enero de 2012, esta estación está ubicada entre las calles 185 y 187, atendiendo a los barrios Mirandela y El Cerezo.

- Terminal: Abierta al público el 6 de diciembre de 2014, esta estación extendió aún más la cobertura de la troncal hacia el norte de la ciudad.

### Rutas zonales y alimentadores delSITP
Desde 2021, el Sistema Integrado de Transporte Público (SITP) implementó una nueva nomenclatura para las rutas zonales (excepto las rutas alimentadoras), armonizándola con la utilizada en las troncales de TransMilenio. En este esquema, la letra inicial indica la zona de destino del bus, mientras que los números subsiguientes identifican la ruta específica.
Sin embargo, durante el período de transición, algunas rutas continuaron operando bajo la nomenclatura anterior.
| A503 Est. Calle 100                    | B118 San Cristóbal Norte              | B902 Calle 222 G902 Metrovivienda   |  |
| B907 Terminal Norte H907 Usme Centro   | B908 Est. Pepe Sierra                 | B911 Portal Norte - Villa del Prado |  |
| B917 Terminal Norte C917 Santa Cecilia | B918 Terminal Norte F918 Patio Bonito | B919 Terminal Norte L919 Gaviotas   |  |
| B920 Est. Calle 127                    | B924 Guaymaral                        | B925 Est. Mazurén                   |  |
| B926 Est. Mazurén                      | B927 Terminal Norte - Lomitas         | B100 Est. Alcala C100 Casablanca    |  |
| C144 Bilbao                            | H611 Santo Domingo                    | K305 El Recodo                      |  |
| 2-1 Mirandela                          | 2-2 Jardines                          | 2-3 San Antonio                     |  |
| 2-4 El Codito                          | 2-5 San Cristóbal                     | 2-7 San José                        |  |
| 2-8 Expreso 170 Oriental               | 2-10 Verbenal                         | 2-11 Andalucía                      |  |

| 18-3 Lijaca - Germania        | 18-14 Torca - Tibabita                               | 19-1 Auto Norte - Est. Alcalá               |  |
| 19-2 Colina                   | 19-3 Chicó Norte                                     | 19-6 Cedritos                               |  |
| 19-7 Cantabria                | 19-8 La Cabrera                                      | 19-9 Barrancas Norte                        |  |
| 19-10 Calle 129               | 19-12 Est. Toberin                                   | 291 Terminal Norte - Makro 291 Tierra Buena |  |
| 330 La Estrellita 330 El Uval | 402 Auto Norte - Est. Terminal 402 Sabana del Dorado | 661 Terminal Norte 661 Península            |  |
| E44 Mirandela E44 El Uval     | P49 Terminal Norte P49 Villa Gladys                  | T11 Calle 222 T11 Alpes                     |  |
| T25 Terminal Norte T25 Potosí | T52 Calle 167                                        | T53 Est. Alcalá - Colina                    |  |
| T55 Portal Norte              | T163 Calle 222 T163 Perdomo                          | T795 Corpas                                 |  |
| TC10 Portal Norte             | Z4B Est. Terminal Z4B Terminal Salitre               | Z8 Toberín                                  |  |

### Transporte intermunicipal

#### Región Metropolitana
El Sistema Integrado de Transporte Público (SITP) de Bogotá facilita la conexión entre la ciudad y los municipios vecinos de Chia, Cajicá y Zipaquirá a través de rutas intermunicipales que operan desde el Portal del Norte. Estas rutas permiten a los pasajeros trasladarse desde Bogotá hacia estos municipios, con paradas designadas para el ascenso y descenso de pasajeros en puntos específicos.
Es importante destacar que, dentro del Distrito Capital, únicamente los vehículos autorizados por el SITP están habilitados para realizar servicios de transporte público. Esto significa que otras empresas transportadoras no pueden efectuar viajes exclusivamente dentro de Bogotá; su operación se limita a recoger pasajeros en puntos autorizados, como el Portal del Norte, con destino a los municipios mencionados.
A partir del 27 de julio de 2019, TransMilenio implementó cambios en la operación de los buses intermunicipales en el Portal del Norte, reorganizando las rutas y paradas para mejorar el servicio y la movilidad en la zona.
| Chía | Cajicá | Zipaquirá |

#### Regional
La Terminal Satélite del Norte de Bogotá, ubicada en la Autopista Norte con Calle 192, facilita la conexión de la capital con diversos municipios y departamentos del país. Desde esta terminal, los pasajeros pueden acceder a destinos en los departamentos de Cundinamarca, Boyacá, Santander y Norte de Santander.

##### Principales destinos desde la Terminal Satélite del Norte
- Cundinamarca: Zipaquirá, Chia, Cajicá, Pacho, Cogua, Yacopí, San Cayetano, La Palma, Tibirita, Machetá, Nemocón, Gachancipá, Villapinzón, Chocontá, Susa, Simijaca, Ubaté y Tausa.
- Boyacá: Tunja, Ventaquemada, Jenesano, Paipa, Duitama, Sogamoso, Chiquinquirá y Moniquirá.
- Santander: Bucaramanga y Barbosa.
- Norte de Santander: Cúcuta.

## Sitios importantes en la vía

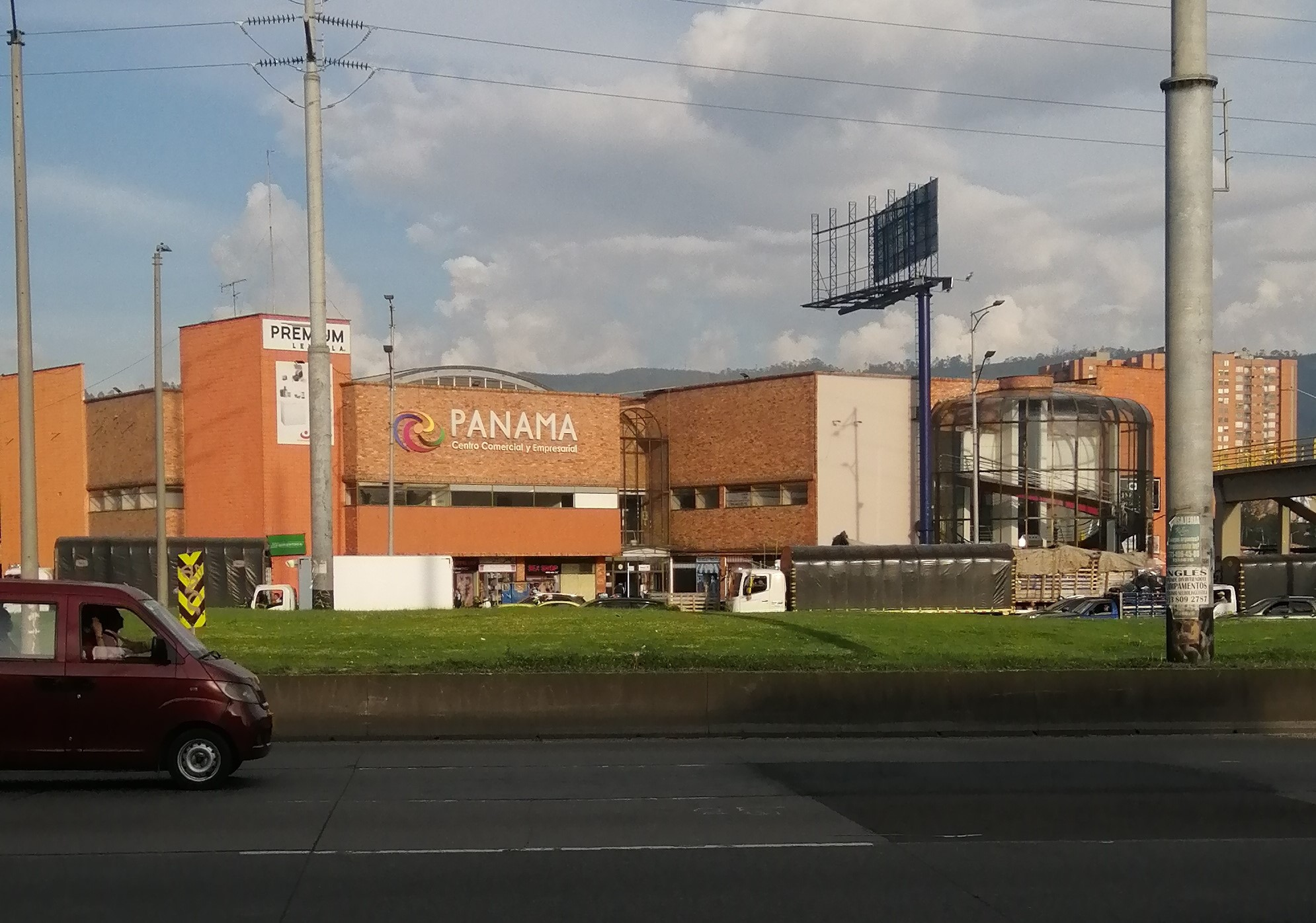
Centro comercial Panamá.

### Usaquén
- Multiparque (Autopista Norte #224-60)
- Cementerio Jardines de Paz
- Lote Fontanar (Antiguo sitio de entrenamiento del Club Millonarios)
- Humedal Torca
- Terminal Satélite del Norte (Autopista Norte con Calle 192)
- Centro Comercial Granada Hills (Autopista Norte #146-48)
- Sede de Posgrados de la Pontificia Universidad Javeriana (Autopista Norte con Calle 125)
- Clinica Vascular Navarra (Autopista Norte #106-30)
- Sede Campestre de la Universidad del Rosario[9]
- Parque Alcalá-Nueva Autopista
- Supermercados Éxito e Easy de la Calle 170
- Sede de urgencias de Compensar - Cruz Roja de la Calle 142

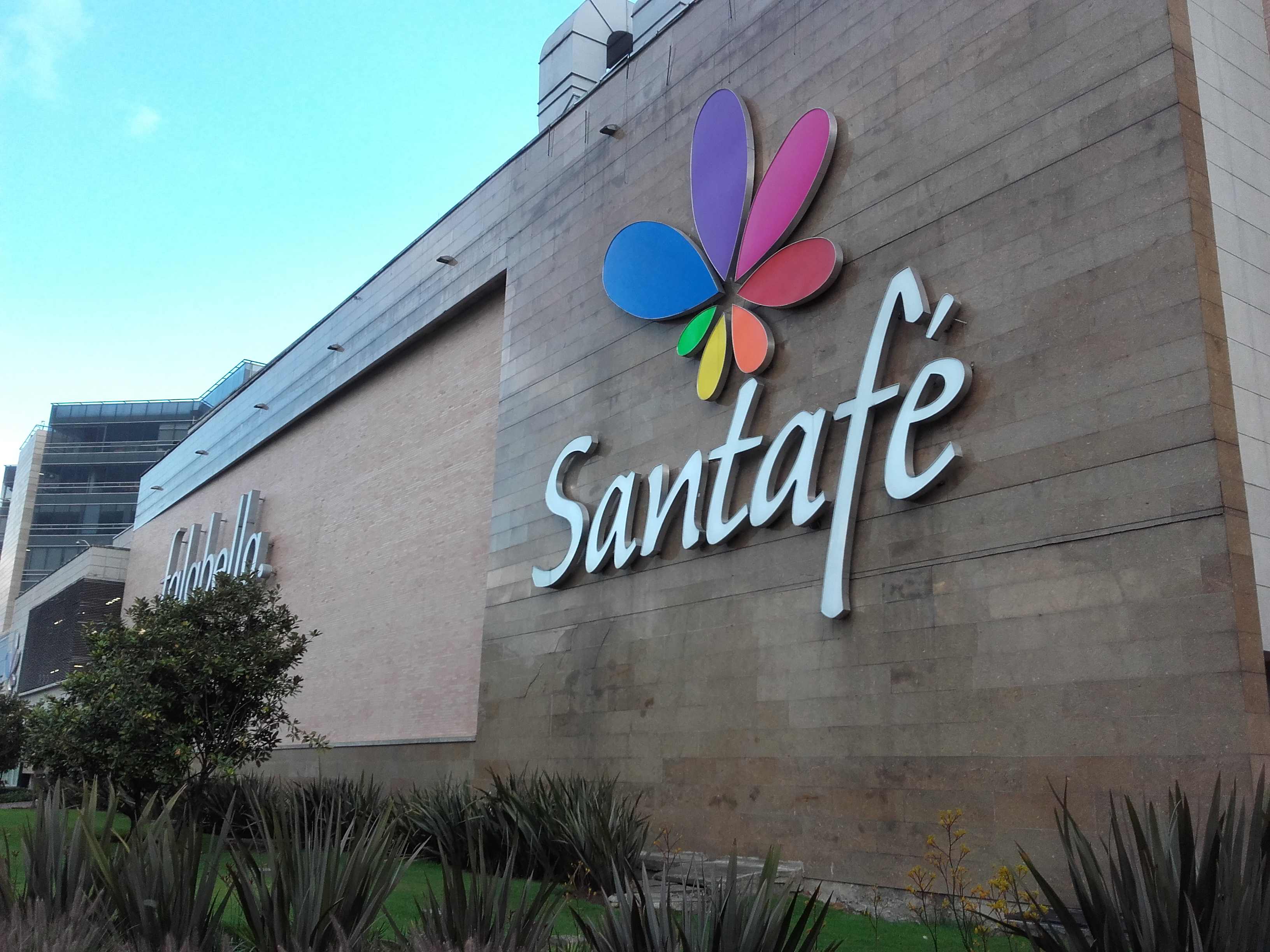
Centro comercial Santafé.

### Suba
- Club Campestre Colsubsidio Bellavista
- Bogotá Tennis Club
- Club Campestre Guaymaral
- Centro comercial Outlet Bima
- Club Campestre Cafam
- Colegio San Viator
- Escuela Colombiana de Ingeniería Julio Garavito

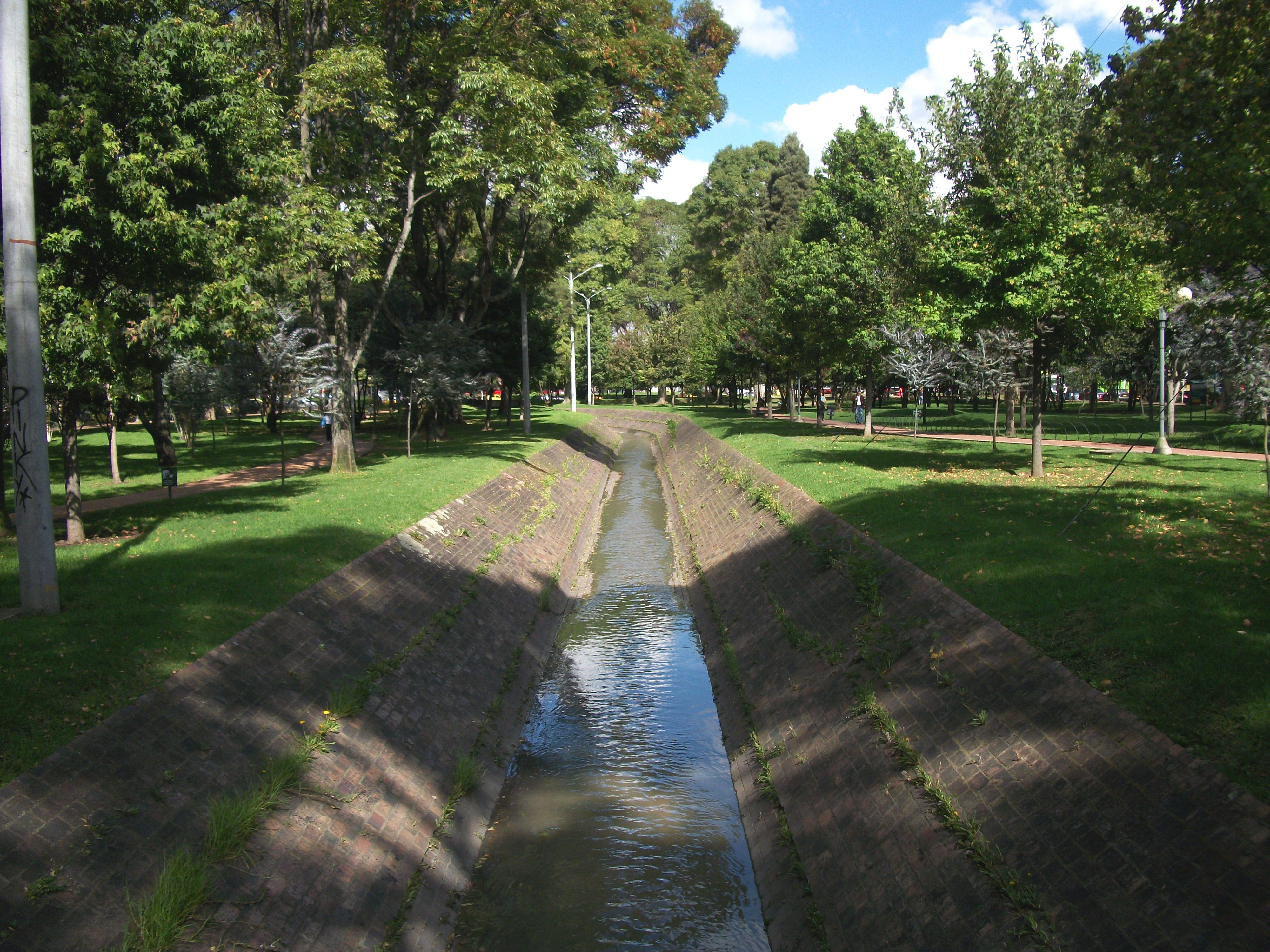
Parque El Virrey.

- Club El Rancho
- Centro Comercial Santafé
- Carmel Club
- Chamorro City Hall
- Centro Comercial Mazurén
- Parque Santa Helena
- Torre Huawei Paralelo 108

### Chapinero
- Clínica Los Nogales (Calle 95 #23-61)
- Sede Compensar Calle 94 (Calle 94 #23-43)
- Parque El Virrey (Autopista Norte con Calle 88)
- Centro Comercial Los Héroes (Carrera 19A #78-99)

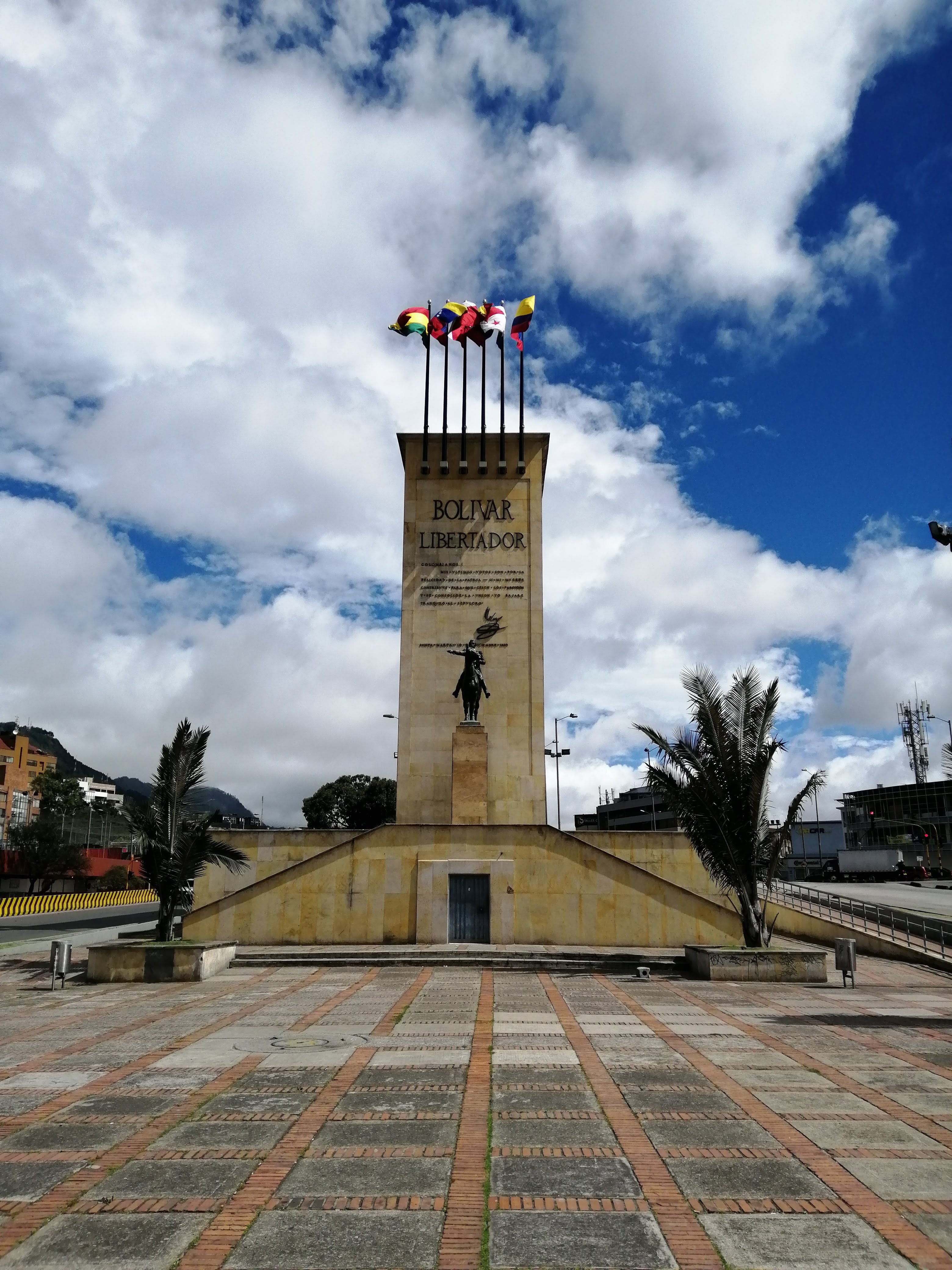
Antiguo monumento a los Héroes.

### Barrios Unidos
- Clínica Colsubsidio Calle 100 (Calle 100 No. 23-59)
- Clínica Virrey Solis La Castellana (Autopista Norte #93-69)
- Monumento a Los Héroes (Autopista Norte con Avenida Calle 80)